# Championnat du Guatemala de football 1971
Navigation
Saison précédente Saison suivante
La Liga Nacional 1971 est la vingtième édition de la première division guatémaltèque.
Lors de ce tournoi, le CSD Comunicaciones a conservé son titre de champion du Guatemala face aux neuf meilleurs clubs guatémaltèques.
Chacun des dix clubs participant était confronté deux fois aux neuf autres équipes. Puis les deux derniers ont participé aux barrages de relégation en fin de saison.
Seulement quatre places étaient qualificatives pour la Coupe de la Fraternité.

## Clubs participants
| \| Guatemala: Aurora FC CSD Comunicaciones Ferrocarriles CSD Municipal Cementos Novella Tipografía Nacional Universidad SC Guatemala Juventud Escuintleca Guatemala Deportivo Suchitepéquez Guatemala Xelaju MC Guatemala \| Localisation des clubs engagés dans le championnat. |
| Guatemala: Aurora FC CSD Comunicaciones Ferrocarriles CSD Municipal Cementos Novella Tipografía Nacional Universidad SC Guatemala Juventud Escuintleca Guatemala Deportivo Suchitepéquez Guatemala Xelaju MC Guatemala                                                           |

Ce tableau présente les dix équipes qualifiées pour disputer le championnat 1971. On y trouve le nom des clubs, le nom des stades dans lesquels ils évoluent ainsi que la capacité et la localisation de ces derniers.
| Club                    | Stade                      | Capacité          | Ville          |
| Aurora FC               | Stade de l'Ejército        | 13 300            | Guatemala City |
| CSD Comunicaciones      | Stade Mateo Flores         | 30 000            | Guatemala City |
| Juventud Escuintleca    | Stade Ricardo Muñoz Gálvez | 3 000             | Escuintla      |
| Ferrocarriles           | Stade inconnu              | Capacité inconnue | Guatemala City |
| CSD Municipal           | Stade Mateo Flores         | 30 000            | Guatemala City |
| Cementos Novella        | Stade inconnu              | Capacité inconnue | Guatemala City |
| Deportivo Suchitepéquez | Stade Carlos Salazar Hijo  | 12 000            | Mazatenango    |
| Tipografía Nacional     | Stade La Pedrera           | Capacité inconnue | Guatemala City |
| Universidad SC          | Stade de la Revolución     | 5 000             | Guatemala City |
| Xelaju MC               | Stade Mario Camposeco      | 11 000            | Quetzaltenango |

## Compétition
Les dix équipes affrontent à deux reprises les neuf autres équipes selon un calendrier tiré aléatoirement.
Le classement est établi sur l'ancien barème de points (victoire à 2 points, match nul à 1, défaite à 0).
Le départage final se fait selon les critères suivants :
- Le nombre de points.
- La différence de buts générale.
- Le nombre de buts marqué.

### Classement
| Rang | Équipe                  | Pts | J  | G  | N | P  | Bp | Bc | Diff |
| ---- | ----------------------- | --- | -- | -- | - | -- | -- | -- | ---- |
| 1    | CSD Comunicaciones T    | 29  | 18 | 12 | 5 | 1  | 35 | 11 | +24  |
| 2    | Aurora FC               | 28  | 18 | 12 | 4 | 2  | 33 | 12 | +21  |
| 3    | CSD Municipal           | 25  | 18 | 11 | 3 | 4  | 35 | 14 | +21  |
| 4    | Cementos Novella        | 25  | 18 | 10 | 5 | 3  | 27 | 12 | +15  |
| 5    | Xelaju MC               | 20  | 18 | 8  | 4 | 6  | 27 | 19 | +8   |
| 6    | Universidad SC          | 14  | 18 | 5  | 4 | 9  | 15 | 25 | -10  |
| 7    | Deportivo Suchitepéquez | 13  | 18 | 4  | 5 | 9  | 20 | 25 | -5   |
| 8    | Tipografía Nacional     | 11  | 18 | 3  | 5 | 10 | 15 | 30 | -15  |
| 9    | Juventud Escuintleca    | 11  | 18 | 4  | 3 | 11 | 14 | 33 | -19  |
| 10   | Ferrocarriles P         | 4   | 18 | 2  | 0 | 16 | 11 | 51 | -40  |

| Légende : Qualifications et relégations | Légende : Qualifications et relégations                                   |
| --------------------------------------- | ------------------------------------------------------------------------- |
|                                         | Coupe de la Fraternité 1972 (ru) (Phase de groupes)                       |
|                                         | Qualifié pour les barrages de relégation en Primera División de Guatemala |
|                                         | T Tenant du titre P Promu de la saison 1970-1971                          |

### Barrages de relégation
Les deux derniers du groupe de relégation restent ou sont relégués en Primera División de Guatemala.
| Rang | Équipe               | Pts | J | G | N | P | Bp | Bc | Diff |
| ---- | -------------------- | --- | - | - | - | - | -- | -- | ---- |
| 1    | Juventud Escuintleca | 7   | 6 | 3 | 1 | 2 | 7  | 5  | +2   |
| 2    | Juventud Catolica    | 6   | 6 | 1 | 4 | 1 | 10 | 11 | -1   |
| 3    | Ferrocarriles P      | 6   | 6 | 1 | 4 | 1 | 8  | 8  | 0    |
| 4    | Juventud Retalteca   | 5   | 6 | 0 | 5 | 1 | 11 | 12 | -1   |

| Légende : Qualifications et relégations | Légende : Qualifications et relégations  |
| --------------------------------------- | ---------------------------------------- |
|                                         | Relégué en Primera División de Guatemala |
|                                         | P Promu de la saison 1970-1971           |

## Bilan du tournoi
| Championnat du Guatemala de football 1971           |                    |
| Champion                                            | CSD Comunicaciones |
| Dauphin                                             | Aurora FC          |
| Coupes et trophées                                  |                    |
| Vainqueur Copa de Guatemala                         | CSD Comunicaciones |
| Qualifications continentales                        |                    |
| Coupe de la fraternité 1972 (ru) (Phase de groupes) | CSD Comunicaciones |
| Coupe de la fraternité 1972 (ru) (Phase de groupes) | Aurora FC          |
| Coupe de la fraternité 1972 (ru) (Phase de groupes) | CSD Municipal      |
| Coupe de la fraternité 1972 (ru) (Phase de groupes) | Cementos Novella   |
| Promotions et relégations                           |                    |
| Promus en Liga Nacional de Guatemala                | Juventud Catolica  |
| Relégués en Primera División de Guatemala           | Ferrocarriles      |